# Maximiliano Arias
Álvaro Maximiliano Arias Invernizzi (ur. 3 października 1988 w Montevideo) – urugwajski piłkarz pochodzenia włoskiego występujący na pozycji lewego obrońcy.

## Kariera klubowa
Arias jest wychowankiem jednego z najbardziej utytułowanych klubów piłkarskich w Urugwaju, stołecznego CA Peñarol. W urugwajskiej Primera División zadebiutował w rundzie wiosennej sezonu 2005/2006. W rozgrywkach 2006/2007 i 2007/2008 zdobywał z Peñarolem wicemistrzostwa kraju. Łącznie w barwach drużyny z Montevideo przez 3,5 roku rozegrał 42 ligowe mecze, w których dwukrotnie wpisał się na listę strzelców.
Latem 2009 Arias odszedł do innego urugwajskiego klubu, Fénixu, którego zawodnikiem pozostał przez kolejne sześć miesięcy. W styczniu 2010 jako wolny zawodnik podpisał umowę z rumuńską Astrą Ploeszti. Swój debiut w Liga I zanotował 18 marca tego samego roku w wygranym 1:0 wyjazdowym meczu z Rapidem Bukareszt. Po zakończeniu sezonu 2009/2010 opuścił Astrę z dwoma meczami w lidze rumuńskiej na koncie i wrócił do ojczyzny, zostając piłkarzem stołecznego Rampla Juniors.
Po roku spędzonym w Rampla Juniors Arias został ściągnięty przez swojego rodaka, trenera Gustavo Matosasa, do meksykańskiego Querétaro FC. W tamtejszej Primera División pierwszy mecz rozegrał 4 sierpnia 2011 z Atlasem, przegrany 0:3. Trapiony kontuzjami nie zdołał już rozegrać ani jednego spotkania do końca swojego debiutanckiego sezonu w Meksyku, Apertura 2011.
| Sezon     | Klub              | Kraj    | Rozgrywki        | Mecze | Bramki |
| --------- | ----------------- | ------- | ---------------- | ----- | ------ |
| 2005/2006 | CA Peñarol        | Urugwaj | Primera División | 5     | 1      |
| 2006/2007 | CA Peñarol        | Urugwaj | Primera División | 16    | 0      |
| 2007/2008 | CA Peñarol        | Urugwaj | Primera División | 10    | 0      |
| 2008/2009 | CA Peñarol        | Urugwaj | Primera División | 11    | 1      |
| 2009/2010 | CA Fénix          | Urugwaj | Primera División | 11    | 1      |
| 2009/2010 | Astra Ploeszti    | Rumunia | Liga I           | 2     | 0      |
| 2010/2011 | Rampla Juniors FC | Urugwaj | Primera División | 12    | 2      |
| 2011/2012 | Querétaro FC      | Meksyk  | Primera División |       |        |

## Kariera reprezentacyjna
W 2005 roku Arias został powołany do reprezentacji Urugwaju U-17 na Młodzieżowe Mistrzostwa Świata w Peru. Nie wystąpił tam w żadnym meczu, natomiast młodzi Urugwajczycy odpadli już po fazie grupowej.